# Valea Bedretto
Valea Bedretto („Val Bedretto” sau  „Bedretttal”) se află pe cursul superior al râului Ticino în cantonul Tessin, Elveția. Valea se întinde între pasul Nufenenpass, care leagă regiunea cu cantonul Wallis, și comuna Airolo. Valea Bedretto este o continuare a văii Valle Leventina. În Vale se află localitățile Bedretto, Fontana, Airolo. Iarna circulația pe cursul văii este periclitată de lavine.